# Rumänischer Eishockeypokal 2009/10
Der Rumänische Eishockeypokal, rumänisch Cupa României la Hochei pe gheață wird seit 1969 ausgetragen.

## Teilnehmer und Modus
An der Austragung des Rumänischen Eishockeypokals im Jahre 2009/10 nahmen die sechs Mannschaften der vorjährigen Rumänischen Liga teil. In zwei Gruppen qualifizierten sich die jeweils beiden ersten für die Halbfinalspiele. In Überkreuzvergleichen wurden die Finalisten ermittelt. Es fand jeweils nur ein Spiel ohne Rückspiel statt.
| Steaua Bukarest           | SCM Fenestela 68 Braşov | Sportul Studențesc Bukarest |
| Sport Club Miercurea Ciuc | CS Progym Gheorgheni    | CSM Dunărea Galați          |

## Gruppenphase

### Gruppe A
| 21. Dezember 2009 | Sportul Studențesc | 1:18 (0:10, 1:4, 0:4) | Steaua Bukarest |  |

| 22. Dezember 2009 | SCM Fenestela 68 Braşov | 14:0 (2:0, 9:0, 3:0) | Sportul Studențesc |  |

| 23. Dezember 2009 | Steaua Bukarest | 6:5 (3:0, 0:1, 3:4) Spielbericht | SCM Fenestela 68 Braşov |  |

| Platz | Verein                  | Sp. | S | S2 | N1 | N | Tore | Punkte |
| ----- | ----------------------- | --- | - | -- | -- | - | ---- | ------ |
| 1     | Steaua Bukarest         | 2   | 2 | 0  | 0  | 0 | 24:6 | 6      |
| 2     | SCM Fenestela 68 Braşov | 2   | 1 | 0  | 0  | 1 | 19:6 | 3      |
| 3     | Sportul Studențesc      | 2   | 0 | 0  | 0  | 2 | 1:32 | 0      |

### Gruppe B
| 21. Dezember 2009 | CSM Dunărea Galaţi | 1:19 (0:7, 0:7, 1:5) | HSC Csíkszereda Miercurea Ciuc |  |

| 22. Dezember 2009 | HSC Csíkszereda Miercurea Ciuc | 7:3 (0:0, 4:2, 3:1) | CS Progym Gheorgheni |  |

| 23. Dezember 2009 | CS Progym Gheorgheni | 7:2 (5:1, 2:0, 0:1) | CSM Dunărea Galaţi |  |

| Platz | Verein                    | Sp. | S | S2 | N1 | N | Tore | Punkte |
| ----- | ------------------------- | --- | - | -- | -- | - | ---- | ------ |
| 1     | Sport Club Miercurea Ciuc | 2   | 2 | 0  | 0  | 0 | 26:4 | 6      |
| 2     | Progym Gheorgheni PH      | 2   | 1 | 0  | 0  | 1 | 10:9 | 3      |
| 3     | CSM Dunărea Galați        | 2   | 0 | 0  | 0  | 2 | 3:26 | 0      |

## Halbfinale
| 8. Januar 2010 20:30 Uhr | HSC Csíkszereda Miercurea Ciuc | 4:2 (1:2, 1:0, 2:0) Spielbericht | SCM Fenestela 68 Braşov | Vakar Lajos Zuschauer: 1.700 |

| 10. Januar 2010 20:30 Uhr | Steaua Bukarest | 7:2 (5:0, 2:2, 0:0) Spielbericht | CS Progym Gheorgheni | Patinoarul Mihai Flamaropol, Bukarest Zuschauer: 500 |

## Finale
| 30. Januar 2010 13:30 Uhr | HSC Csíkszereda Miercurea Ciuc | 4:2 (2:1, 1:0, 1:1) Spielbericht | Steaua Bukarest | Patinoarul Dunarea Galati Zuschauer: 2.100 |